# Allotraeus boninensis
Allotraeus boninensis là một loài bọ cánh cứng trong họ Cerambycidae.